# Гудмен, Нельсон
Генри Нельсон Гудмен (7 августа 1906, Сомервилл, Массачусетс — 25 ноября 1998, Нидем, Массачусетс) — американский философ, близкий к аналитической традиции. Известен благодаря работам в области логики, мереологии и эстетики (см. парадокс безобразного).

## Биография
Нельсон Гудмен родился в Сомервилле, Массачусетс в еврейской семье.
Жизнь Гудмена во многом была связана с искусством. Так, став бакалавром искусств в 1928 году, он с 1929-го по 1941-й годы был директором галереи искусств «Walker-Goodman Art Gallery» в Бостоне. Позже, в 1967 году, будучи профессором Гарвардского университета, Гудмен организовал междисциплинарную образовательную программу «Project Zero» по изучению искусства.
Кроме эстетики и философии искусства, Гудмен занимался вопросами логики и аналитической философии. Здесь философ придерживался идей номинализма и является создателем его современной версии.
В 1941 году Гудмен получил звание доктора философии (PhD), защитив диссертацию по теме «A Study of Qualities». Во время Второй мировой войны служил психологом в войсках США. С 1946 по 1964 год Нельсон Гудмен преподавал в Университете Пенсильвании, где его студентами были Ноам Хомский, Сидней Моргенбессер и Хилари Патнэм. С 1967 года он стал профессором философии Гарвардского университета, а с 1977 года — почётным профессором.
В 1946 году получил стипендию Гуггенхайма. Был женат на художнице Кэтрин Старгис (англ.  Katharine Sturgis).

## Философия
Номинализм и мереология
Гудман, наряду со Станиславом Лесьневским, является основателем современной версии номинализма, в соответствии с которой философия, логика и математика способны обойтись без теории множеств. Номинализм Гудмена был полностью обусловлен его онтологическими рассуждениями. После создания «Steps Toward a Constructive Nominalism» (рус. «Шаги к конструктивному номинализму»), написанной в 1947 году в соавторстве с Уиллардом Ван Орман Куайном, Гудман прекратил попытки отыскать способы воссоздать математику в отрыве от теории множеств, которая потеряла статус единственного основания математики еще в 1913 году (благодаря усилиям Альфреда Норта Уайтхеда и Бертрана Рассела и их совместному трехтомнику Principia Mathematica).
В 1936 году Гедель доказал несостоятельность плана Дэвида Гилберта по реконструированию математики на основании логических аксиом. Из-за данного факта и по причине неудач в других, казавшихся плодотворными, линиях исследований, Куайн вскоре пришел к выводу, что подобная реконструкция невозможна. Однако коллега Гудмана, Ричард Милтон Мартин, утверждал обратное, и издал несколько трудов, предлагающих пути преодоления сложившихся тупиков.
Согласно послесловию Томаса Тимочко к книге «Новые направления философии математики», Куайн «призвал нас отказаться от специальных приемов, отделяющих математику от науки, и просто принять результирующую ассимиляцию», возложив «основное бремя на теории (сети предложений), которые мы принимаем, а не отдельные предложения, значение которых может резко измениться в зависимости от их теоретического контекста». Таким образом, утверждал Тимочко, философия математики и философия науки слились в квазиэмпиризм, делая упор на математическую практику как на эффективную часть научного метода и провозглашая метод важнее результата.
Исчисление индивидов (англ. calculus of individuals) Гудмана-Леонарда (1940) является отправной точкой для американского варианта мереологии. В то время как изложение Гудмана и Леонарда основывалось на некоторой наивной теории множеств, в варианте исчисления индивидов, лежащем в основе книги Гудмана 1951 года «Структура внешности» (англ. The Structure of Appearance, является пересмотром и расширением его докторской диссертации) не упоминается понятие множества. Саймонс (1987) и Казати и Варци (1999) показывают, что исчисление индивидов может быть основано либо на теории множеств, либо на схематически используемых монадических предикатах. Соответственно, мереология «онтологически нейтральна» и сохраняет в себе часть прагматизма Куайна (который Тимочко в 1998 году осторожно квалифицировал как «американский прагматизм»).

## Сочинения
- «Структура внешнего вида» (англ.  The Structure of Appearance) (1951)
- «Языки искусства: подход к теории символов» (англ. Languages of Art: An Approach to a Theory of Symbols) (1968, 1976)
- «Пересмотр концепций в философии и других искусствах и науках» (англ. Reconceptions in Philosophy and other Arts and Sciences) (1990)

### Публикации сочинений на русском языке
- Гудмен Н. Способы создания миров. — М. Идея—Пресс; Логос; Праксис, 2001. — ISBN 5-901574-04-4.